# Közönséges ragyogóhangya

A közönséges ragyogóhangya (Prenolepis nitens) a vöröshangyaformák (Formicinae) alcsaládjába sorolt törpehangya-rokonúak (Plagiolepidini) nemzetségben a  ragyogóhangya (Prenolepis)nem egyik faja; nemének egyetlen recens európai képviselője.

## Származása, elterjedése
Alapvetően mediterrán faj, amely Észak-Olaszországtól Dél-Oroszországig, illetve Anatóliáig és a Kaukázusig terjedt el. A Brit-szigetekre és Németalföldre behurcolták.

## Megjelenése, felépítése
A királynő testhossza kb. 8 mm, a dolgozóké 4 mm. A királynő feje és tora vöröses-sárgás, a potroha pedig fényes aranysárga — erről kapta magyar nevét. Dolgozói valamivel sötétebbek, egyalakúak (Hangyafarm).
A dolgozók egy csoportja ősszel a szigorú értelemben vett mézgyűjtő hangyáknál szokásos módon élő táplálékraktárrá alakul át. Az újvilági mézesbödönhangyáktól eltérően azonban a ragyogóhangyák nem fejlesztettek ki külön kasztot erre a feladatra. Valószínűsítik, hogy a valódi mézesbödönhangyáktól ugyancsak különbözően a táplálékot nem alig előemésztett, folyékony formában, hanem az erősen megnövekedő zsírtestben, lipidekké és egyéb anyagokká átalakítva tárolják (Lőrinczi). A testalkat és az életmód különbözőségei okán számos forrásban hamis mézesbödönhangya néven szerepel.

## Életmódja, élőhelye
Viszonylag szűk elterjedésű jégkori reliktum faj. Az 500 m-nél alacsonyabban fekvő, mediterrán-szubmediterrán élőhelyeken tipikus, de szigetszerűen előfordul 1800–2200 m között Ausztria alpesi zónájában is. Természetes környezetbe a meleg lomberdőket és erdőszegélyeket, valamint a szárazabb nyílt területeket kedveli. Az emberi környezethez jól alkalmazkodott: a szőlőkertekbe, parkokba, kertekbe rendszeresen betelepül (Lőrinczi).
„Téli hangyának” is nevezik, mert kedveli a hűvösebb környezetet. Ezek a faj jelenik meg kora tavasszal elsőként húzódik a föld alá késő ősszel utoljára. A nyári nagy melegben is lehúzódik, hogy a föld alatt szerezzen élelmet magának. Túl melegben passzívvá válnak, és anyagcseréje épp úgy lelassul, mint a téli álom idején. 50–60 %-os relatív páratartalom mellett aktív időszakában a 19–20°C, pihenőidejében (december–február) a 8–10°C hőmérsékletet kedveli (Hangyafarm).
Jellemzően önállóan államot alapító, többkirálynős faj (Hangyafarm). Népes fészkeit változatos helyeken: a talajban, kövek alatt, fagyökerekben, falak repedéseiben, elhalt fákban ássa/rágja ki (Lőrinczi).
Táplálkozása kevéssé ismert; étrendjén főleg feltehetőleg főleg édes nedvek mézharmat, nektár, gyümölcsök nedvei szerepelnek (Lőrinczi). Fehérjeigényének kielégítésére főleg rovarokat zsákmányol (Hangyafarm). Közép-Európában ez az egyetlen szigorú értelemben mézgyűjtő, úgynevezett mézesbödön-hangyafaj.
A táplálékot raktározó dolgozók fő feladata a fészekben áttelelő ivaros alakok ellátása. Mivel korlátozottan munkaképesek maradnak, az ivadékok gondozásban is részt vesznek (Lőrinczi). Mivel az ivaros alakok telelnek át, igen korán: március vége és május eleje között repül.

## Gazdasági jelentősége
Magyarországon a szőlőkre lehet ártalmas a termés fogyasztásával.